# Cnemaspis huaseesom
Cnemaspis huaseesom es una especie de gecos de la familia Gekkonidae.

## Distribución geográfica
Es endémica de montanos del oeste de Tailandia.